# Омброне
Омброне (фр. Ambronay) насеље је и општина у источној Француској у региону Рона-Алпи, у департману Ен (Рона-Алпи) која припада префектури Belley.
По подацима из 2011. године у општини је живело 2365 становника, а густина насељености је износила 70,49 становника/km². Општина се простире на површини од 33,55 km². Налази се на средњој надморској висини од 246 метара (максималној 765 m, а минималној 225 m).

## Демографија
| 1962. | 1968. | 1975. | 1982. | 1990. | 1999. | 2011. |
| ----- | ----- | ----- | ----- | ----- | ----- | ----- |
| 1.037 | 1.193 | 1.270 | 1.862 | 1.996 | 2.146 | 2.365 |

График промене броја становника у току последњих година